# 佐藤夏希
佐藤 夏希（1990年7月1日—），曾是日本女子偶像团体「AKB48」的成员、生於北海道札幌市，後成長於神奈川縣横浜市。曾就讀於早稻田大学人类科学部电子教学（通信教育课程）中（現已畢業）。

## 簡歷
- 2009年8月23日舉行的AKB104选拔成员组阁祭的夜间公演时宣布，2010年将移籍至Team B。移籍后将与佐藤亚美菜并为Team B最年长成员。
- 以專心讀書為由，於2012年11月30日在AKB48官方部落格宣布將從AKB48畢業[1]，同時取消所屬經紀公司(Biscuit Entertainment)的合約。
- 2013年5月1日在部落格公開在東京錦系町開了一家美甲沙龍店[2][3]。

## 人物
- 虽然是北海道出身，但却是在东京长大的。因此对东京地铁所知甚详，是所称的铁道迷。
- 最喜欢的料理是「奶奶做的蛋包饭与盖饭」。
- 曾在社团活动时弹过吉它。父亲和哥哥也曾在乐队中担任吉它手。
- 最喜欢的艺人是南明奈。在2009年11月12日播出的、由33位成员共同出演的『森田一義時間 笑一笑又何妨！』节目中，在「テレフォンショッキング」單元里，当塔摩利让成員們并回答自己喜歡的漢字2字時，她的回答是“南明奈”。后来在后台与南明奈打招呼时还激动的哭了出来。

### AKB48關聯
- 受野呂佳代所邀，组成名叫なちのん的搞笑组合，连续参加07年、08年两届M-1搞笑大赛，均在第2轮败北。虽然对她的一般印象是搞笑担当，但本人在广播节目中表示希望能参加电视剧演出等更多领域的活动。搭档野吕曾评价她「没见过这么聒噪的17岁」。另外，两人也曾一起去过男装咖啡店。
- 自介词是「1+2＝Nなっち」「盛夏的Tinker Bell」。
- 與指原莉乃是高中的學妹。
- 與同姓「佐藤」的佐藤由加理、佐藤亞美菜、佐藤堇自發組成「Sugar」[4]，在多次的AX演唱會上當MC，曾在AX2011奪得當天MC的MVP。

## AKB48在藉時期參加過的歌曲

### 單曲CD選拔
- 曾不屑一顧的愛情
- 收錄於RIVER
  - 飛機雲 - Theater Girls名義
- 收錄於馬尾與髮圈
  - 我的YELL - Theater Girls名義
- 收錄於Beginner
  - 能哭的地方 - DIVA名義
- 機會的順序
  - 愛的跳躍 - Team B名義
- 收錄於變成櫻花樹
  - K區域 - DIVA名義
- 收錄於Everyday、髮箍
  - 人的力量 - Under Girls名義
- 收錄於風正在吹
  - 纜車道 - Under Girls 百合組名義
- 收錄於崇尚麻里子
  - 暱稱Fantasy - Team B名義
- 收錄GIVE ME FIVE!
  - 如果是榮格或佛洛伊德 - Special Girls C名義
- 收錄仲夏的Sounds good!
  - 3滴眼淚 - Special Girls名義
- 收錄於格子花紋
  - 那一天的風鈴 - Waiting Girls名義
- 收錄於UZA
  - 孤獨的星空 - Team A名義
- 收錄於永遠的壓力[5]
  - 我們的Reason
- 收錄於拉布拉多獵犬[6]
  - 只到今天的旋律

### 專輯CD選拔
- 收錄於就是在這裡
  - 就是在這裡
- 收錄於1830m
  - 藍天 不會寂寞嗎？

### 分組參加曲
「TeamK 1st Stage「PARTY开始了」公演
1. 接吻不行唷

TeamK 3rd Stage「脑内天堂」公演
1. 你是天馬

向日葵组 1st Stage「我的太阳」公演
1. 愛的防衛

向日葵组 2nd Stage「不要让梦想死去」公演
1. 初次的果糖

TeamK 4th Stage「最终钟声鸣响」公演
1. 16人姐妹之歌

TeamK 5th Stage「引体后空翻」公演
1. 如能被你緊擁

THEATER G-ROSSO「不要让梦想死去」公演
1. 初次的果糖

※片山陽加·佐藤すみれ的替补
TeamB 5th Stage「劇場的女神」公演
1. 暴風雨之夜
2. 男更衣室※

※近野莉菜的Unit Under

## 演出

### 電影
- ICE〈劇場版〉（2008年11月29日、イーネット・フロンティア） - 饰演 ムラサキ
- YOSHIMOTO DIRECTOR'S 100「ぱきゅら!」（2010年3月、吉本興業運營各劇場） - 饰演 OL

### 电视剧
- 栞と紙魚子の怪奇事件簿 第9話（2008年3月1日、日本电视台）- 饰演 护士
- 馬路須加學園 最終話（2010年3月26日、東京電視台） - 饰演 馬路須加女学園畢業生
- 來自櫻花的信 ～AKB48 各自的畢業故事～（2011年2月26日 - 3月6日，日本電視台） - 飾演 佐藤夏希
- 馬路須加學園2 最終話（2011年7月1日、東京電視台） - 饰演 ナツキ

### 综艺节目
- AKB1時59分!・AKB0時59分!・AKBINGO!（2008年2月21日 - 2009年3月4日、以後是不定期出演、日本電視台）
- AKB48+10!（2009年1月3日、エンタ!371）
- AKB48神TVSeason2（2009年7月10日・17日、家庭劇場）
- 週刊AKB（2010年3月19日 - 4月2日、東京電視台）
- 熱い夏 見つけた宝物〜写真甲子園2010（2010年12月20日、BS富士）
- AKB-級グルメスタジアム（2011年2月6日、食と旅のフーディーズTV）
- AKB48短劇「微妙〜」（2011年10月20日・11月24日・12月8日、ひかりTV）
- 微妙～的門 AKB48的真格挑戰（2012年9月28日、ひかりTV）

### 广播
- AKB48 明日までもうちょっと。（2007年10月1日・12月3日・2009年5月11日・9月7日、文化放送）
- AKB48の全力で聴かなきゃダメじゃん!!（2007年10月3日 - 2008年11月26日、スターデジオ）
- AKB48 今夜は帰らない…なちのんの全力で!（2007年10月6日 - 2008年3月29日放送、CBC广播）
- AKB48のオールナイトニッポン（2010年7月16日-不定期、日本放送）
- ASIAN☆K-POP powered by LOVE-1（2011年10月1日 - 、TOKYO FM）

### OVA作品
- ICE〈劇場版〉（2007年5月25日、7月25日、9月25日、イーネット・フロンティア） - 饰演 ムラサキ

### 舞台剧
- AKB歌劇団「∞·Infinity」（2009年10月30日 - 11月8日、THEATER G-ROSSO） - 饰演 歌子
- IMAGINE 9.11（2010年9月10日 - 12日、博品館劇場）
- DUMP SHOW!（2011年7・8月、東京 サンシャイン劇場・大阪 サンケイホールブリーゼ）

## 引用來源及備註
1. ↑  （页面存档备份，存于） （页面存档备份，存于） （页面存档备份，存于） （页面存档备份，存于）  （页面存档备份，存于）
2. ↑  Cee my Nail （页面存档备份，存于） - ☆Cee my Nail☆ Produced by 佐藤夏希（2013年5月1日發表，2013年5月19日查閱）
3. ↑  - Cinema Today（2013年5月1日，2013年5月19日查閱）
4. ↑  「佐藤」發音和「砂糖」相似
5. ↑  單曲於畢業後發售。
6. ↑  《只到今天的旋律》是大島優子畢業曲，單曲於2013年5月發售。

## 外部連結
- （日語）☆Cee my Nail☆ Produced by 佐藤夏希（页面存档备份，存于）（2013年5月1日開始）
- （日語）渡邊Girl公式網站
- （日語）佐藤夏希官方部落格 「Nぶろ」（2011年3月7日-2012年11月30日）
- （日語）佐藤夏希 OFFICIAL BLOG 「Nぶろ」 （旧部落格、2010年5月28日-2011年3月6日）